# Tamala Jones
Tamala Jones (Pasadena, 12 novembre 1974) è un'attrice statunitense, conosciuta per il ruolo di medico legale Lanie Parish nella serie televisiva ABC Castle.

## Biografia
Nata a Pasadena, California esordisce nel mondo della moda, apparendo in alcune riviste e pubblicità televisive.
Nel 1995, ha recitato nel film Gli anni dei ricordi nel ruolo di Anna. È anche apparsa in serie televisive come The Wayans Bros, The Parent 'Hood, e Willy, il principe di Bel Air.
Nel 1996, è apparsa nelle serie televisive come Dangerous Minds nel ruolo di Callie Timmons, e in JAG - Avvocati in divisa.
Nel 1999, è apparsa nel film Blue Streak interpretato da Martin Lawrence e Luke Wilson. L'anno seguente, è apparsa nel film The Ladies Man.
Tamala è stata votata come una delle dieci donne più sexy dell'anno nel 2000 e nel 2001 da Black Men Magazine.
La sua carriera comprende numerose apparizioni in serie televisive di successo, come in tre episodi della serie ER (1995, e 2001), in nove episodi della serie One on One (2001-2005), e in un episodio nelle serie televisive Love, Inc. (2005), Flirt (2006), CSI: Miami (2006), e My Name is Earl (2007).
Nel 2007, è entrata a far parte del cast della commedia Il campeggio dei papà, nel ruolo di Kim Hinton. Nello stesso anno è entrata a far parte nel cast del film American Dream, nel ruolo di Keisha.
Nel 2009 entra a far parte del cast della serie televisiva ABC Castle nel ruolo del medico legale Lanie Parish. Nello stesso anno è entrata a far parte nel cast del film Tra le nuvole diretto da Jason Reitman, con George Clooney, Vera Farmiga, Anna Kendrick, Jason Bateman, Danny McBride e Melanie Lynskey.

## Vita privata
Nel 2006, rivela in una rivista per uomini di essersi fatta rifare il seno, e disse: "Ho cercato uno specialista. Non sono andata da uno qualsiasi. Sono andata da uno specialista che lavora su pazienti affetti da cancro al seno, e che crea fondamentalmente un seno reale. Non vedo l'ora di ottenere una parte in un film in cui posso mostrare il mio nuovo seno a voi ragazzi."
Ma nel 2009, Jones in una intervista dice di essersi rifatta il seno, e disse: "È stato un periodo in cui non ho ben pienamente apprezzato chi ero. Ora apprezzo la vecchia Tamala molto di più, e ad un certo punto ho intenzione di rimuovere le protesi."

## Filmografia

### Cinema
- Gli anni dei ricordi (How to Make an American Quilt), regia di Jocelyn Moorhouse (1995)
- Giovani, pazzi e svitati (Can't Hardly Wait), regia di Deborah Kaplan e Harry Elfont (1998)
- Da ladro a poliziotto (Blue Streak), regia di Les Mayfield (1999)
- Next Friday, regia di Steve  Carr (2000)
- Turn It Up, regia di Robert Adetuyi (2000)
- How to Kill Your Neighbor's Dog, regia di Michael Kalesniko (2000)
- The Ladies Man, regia di Reginald Hudlin (2000)
- Un gioco per due (Two Can Play That Game), regia di Mark Brown (2001)
- Head of State, regia di Chris Rock (2003)
- Who's Your Caddy?, regia di Don Michael Paul (2007)
- Il campeggio dei papà (Daddy Day Camp), regia di Fred Savage (2007)
- Tra le nuvole (Up in the Air), regia di Jason Reitman (2009)
- 35 and Ticking, regia di Russ Parr (2011)
- Things Never Said, regia di Charles Murray (2013)
- What Men Want - Quello che gli uomini vogliono (What Men Want), regia di Adam Michael Shankman (2019)
- Il miracolo di Sharon (Ordinary Angels), regia di Jon Gunn (2024)

### Televisione
- California Dreams – serie TV, episodio 1x10 (1992)
- The Wayans Bros. – serie TV, episodio 2x01 (1993)
- Willy, il principe di Bel-Air (The Fresh Prince of Bel-Air) – serie TV, episodio 6x06 (1993)
- E.R. - Medici in prima linea (ER) – serie TV, episodi 1x17, 1x24, 8x01 (1993, 2001)
- JAG - Avvocati in divisa (JAG) – serie TV, episodio 1x12 (1996)
- L'atelier di Veronica (Veronica's Closet) – serie TV, 9 episodi (1997-1999)
- Tris di cuori (For Your Love) – serie TV, 85 episodi (1998-2002)
- One on One – serie TV, 10 episodi (2001-2005)
- Love, Inc. – serie TV, episodio 1x04 (2005)
- Ghost Whisperer - Presenze (Ghost Whisperer) – serie TV, episodio 2x03 (2006)
- CSI: Miami – serie TV, episodio 5x09 (2006)
- Studio 60 on the Sunset Strip – serie TV, episodio 1x17 (2007)
- My Name Is Earl – serie TV, 3 episodi (2007)
- Tutti odiano Chris (Everybody Hates Chris) – serie TV, episodio 4x15 (2009)
- Castle – serie TV, 138 episodi (2009-2016)
- The Soul Man – serie TV, episodio 1x05 (2012)
- Speechless – serie TV, episodio 2x13 (2018)
- SEAL Team – serie TV, 5 episodi (2019)
- L.A.'s Finest – serie TV, 3 episodi (2019)
- Natale, folle Natale - film TV (2019)
- 9-1-1: Lone Star – serie TV, 4 episodi (2020-2023)
- Rebel – serie TV, 10 episodi (2021)
- The Rookie – serie TV, episodi 4x11, 4x16 (2022)
- Uncoupled – serie TV, episodio 1x07 (2022)

## Doppiatrici italiane
Nelle versioni in italiano delle opere in cui ha recitato, Tamala Jones è stata doppiata da:
- Rossella Acerbo in Un gioco per due, Il campeggio dei papà
- Emanuela Baroni in CSI: Miami, 9-1-1: Lone Star (st. 1, 3)
- Georgia Lepore in L'atelier di Veronica
- Laura Latini in Castle (st. 1-4)
- Roberta De Roberto in Castle (st. 5-8)
- Ilaria Latini in Rebel
- Paola Majano in Tris di cuori
- Laura Lenghi in Head of State
- Monica Ward in Ghost Whisperer - Presenze
- Vanessa Giuliani in The Rookie
- Rachele Paolelli in Uncoupled
- Patrizia Burul in 9-1-1: Lone Star (ep. 4x15)
- Chiara Colizzi in Natale, folle Natale
- Cristina Giolitti ne Il miracolo di Sharon